# Betty Zorro
Gloria Betty Zorro Africano (Soacha, 27 de diciembre de 1960) es una política colombiana .

## Biografía
Cursó educación básica y bachillerato en el Colegio María Auxiliadora de Soacha y sus estudios de educación superior las realizó en la Universidad La Gran Colombia como licenciada en Ciencias de la Educación con énfasis en idiomas. Es especialista en Administración Pública y Gerencia Social de la Escuela Superior de Administración Pública.
Como docente, desempeñó su profesión en los colegios de su municipio como María Auxiliadora, Las Villas y San Mateo, también como rectora y coordinadora.
Fue secretaria de educación del municipio durante la administración de Jorge Enrique Ramírez Vásquez entre 1995 a 1996 y luego del departamento en 1998 en la asesoría y consultoría de gobierno escolar y luego como directora de apoyo territorial entre enero y agosto de 2001.

## Trayectoria política
Se desempeñó como concejal de Soacha entre 1992 a 1993 siendo una de las últimas en hacerlo durante dos años y posteriormente diputada de Cundinamarca durante tres periodos (2001-2003, 2004-2007 y 2008-2011) enfocando su defensa de la mujer campesina del departamento y su mejora en su calidad de vida. 

### Congresista de Colombia
Zorro se posesionó en su primer periodo como representante a la Cámara por Cundinamarca en 2014 reemplazando a Jorge Emilio Rey e integró las comisiones Cuarta Constitucional (donde fue vicepresidenta) y de Ética y vocera de su partido en 2017.
Durante su segundo periodo legislativo, la otrora representante denunció la política tributaria del alcalde Juan Carlos Saldarriaga, al cual había hecho seguimiento del cobro exagerado del impuesto predial que generó afectaciones e inconformidades a los residentes del municipio, en el que posteriormente dirigió sus esfuerzos por revertirlo incluso más allá de su tiempo como congresista (pese a ser derrotada en las elecciones legislativas de 2022 donde intentó reelegirse para un tercer periodo).

### Candidata a la alcaldía de Soacha
Para las elecciones de 2023, se postuló para la alcaldía municipal con un respaldo de 25000 firmas bajo la coalición Rescatemos a Soacha, quedando en cuarto lugar con 14911 votos (8,83 % del total).